# كازو ميزوتاني
كازو ميزوتاني (باليابانية: 水谷一生؛ بالكانا: みずたに かずお) هو عسكري ياباني، ولد في 22 أبريل 1899 في ميه في اليابان، وتوفي في 25 نوفمبر 1949.